# Vi khuẩn Gram âm

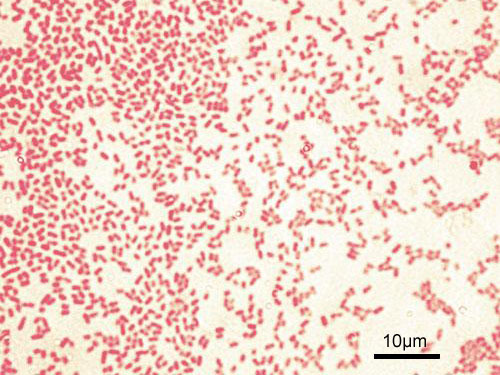
Hình ảnh hiển vi của vi khuẩn gram âm Pseudomonas aeruginosa (que màu đỏ hồng)

Vi khuẩn Gram âm là một nhóm các loại vi khuẩn không giữ được Tím tinh thể khi cho phản ứng với hoá chất thử nghiệm theo tiêu chuẩn nhuộm Gram. Tiêu chuẩn này được dùng để phân chia vi khuẩn làm hai loại Gram âm và Gram dương - dựa theo khác biệt của vỏ tế bào.
Trong khi vi khuẩn Gram dương giữ sắc xanh sau khi rửa qua rượu, vi khuẩn gram âm thì không - và hóa sắc đỏ hay hồng. Do vi khuẩn gram dương có vỏ ngoài (màng tế bào) dày hơn nên sau khi nhuộm Xanh Methylene và để trong 1 phút, xanh metylen sẽ ngấm vào sâu trong lớp màng tế bào do đó khi rửa qua rượu vẫn giữ được sắc xanh của xanh metylen. Đây là tiêu chuẩn để so sánh, đánh giá độ dày mỏng lớp vách tế bào của vi khuẩn.